# نوارة سعدية جعفر
نوارة سعدية جعفر، ناشطة حقوقية جزائرية. تشغل منصب وزيرة الأسرة والمرأة في عهد بوتفلقة.
ولدت نوارة في 13 فبراير 1950 في دائرة عين آزال ولاية سطيف لأسرة أمازيغية شاوية محافظة. وتعتبر من رموز المدافعين عن حقوق المراة والنساء الجزائريات.

## الحياة المهنية
سعدية هي وزيرة الاسرة والمراة في الجزائر منذ الرابع من شهر أكتوبر عام 2003 حتى سبتمبر 2012.
وهي تشارك بشكل خاص في تمكين المرأة، وتشجعها على الاهتمام بالسياسة وتنظيم نفسها للانضمام إلى الجمعيات المنتخبة. كما تدعو إلى أن المرأة لا تحتاج إلى تقديم شهادة عذرية قبل زواجها.